# Lily Nicksay
Lilian Nicksay (Estados Unidos, 8 de enero de 1988) es una actriz estadounidense, más conocida por su papel de Morgan Matthews durante las dos primeras temporadas de Boy Meets World. Sus otros créditos en televisión incluyen Judging Amy, The Guardian y 8 Simple Rules. También apareció en películas como The Negotiator y Up Close & Personal.
- Datos: Q6548547
- Multimedia: Lily Nicksay / Q6548547